# حفاف شامي
حفاف شامي (الاسم العلمي:  Capoeta damascina)، هو نوع من أنواع الأسماك التي تنتمي لفصيلة الشبوطيات، ينتشر هذا النوع من الأسماك في منطقة الشرق الأدنى. وتفيد التقارير بتواجده في العراق وفلسطين، والأردن، ولبنان، وسوريا، وتركيا. هناك وجهات نظر مثيرة للجدل حول تواجد  أو عدم تواجد هذا السمك في إيران.
هذا النوع من السمك يتغذى في نطاق القاع، ومن الممكن أن يبلغ طوله لحوالي 50 سـم (1.6 قدم)، ولكن طوله عادة يبلغ بشكل عام لحوالي 30 سـم (1 قدم)، تعيش هذه الأسماك في البحيرات وكذلك في التيارات السريعة، والتيارات التي تكون بطيئة الحركة على حد سواء، تتواجد في المياه الصافية والموحلة. يقال أن لحم السمك هذا هو عديم المذاق وبيضها سام. لقد تم توثيق وجود تهجين بينه وبين أسماك الحمري الأردني، لكن الأسماك الهجينة الناتجة تكون عقيمة.

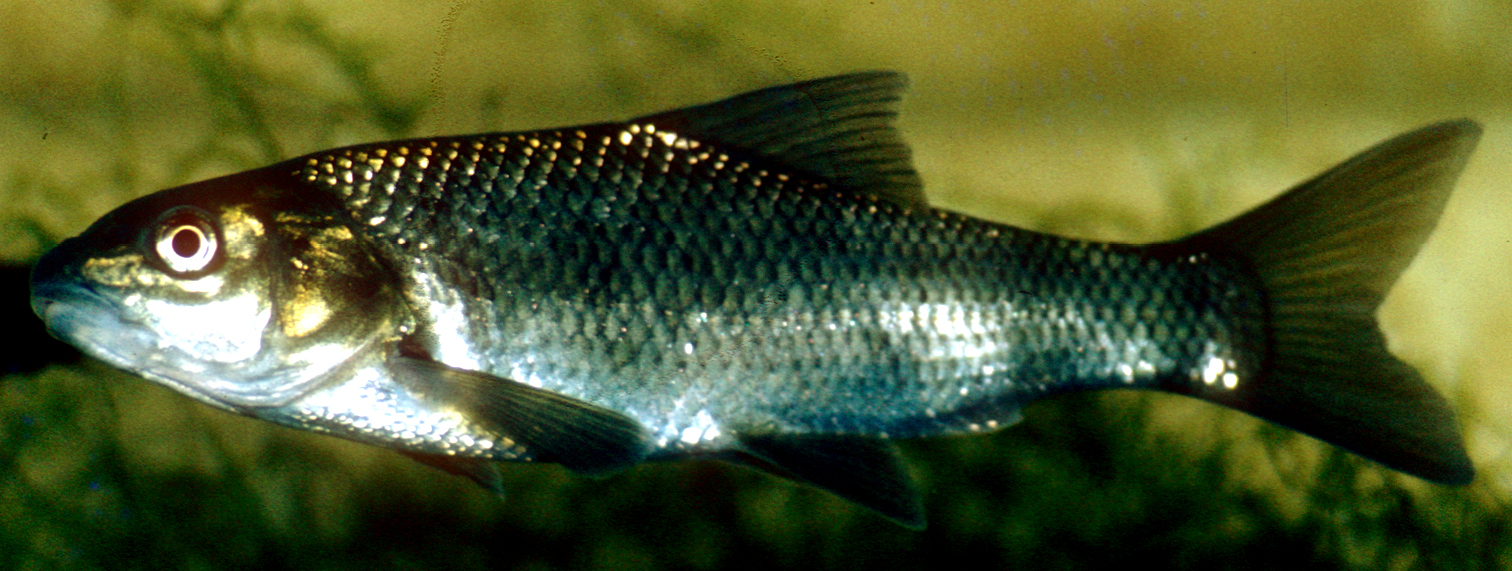
سمكة هجينة بين سمكة الحفاف الشامي وسمكة الحمري الأردني